# Contro Apione
Contro Apione (in greco antico: Φλαΐου Ἰωσήπου περὶ ἀρχαιότητος Ἰουδαίων λόγος?, Flaḯou Iosépou perí archaiótetos Ioudaíon lógos; in latino: Contra Apionem o De antiquitate Judaeorum o De Iudaeorum vetustate) è un'opera apologetica composta in lingua greca dallo storiografo ebreo Flavio Giuseppe tra il 93 e il 96 d.C.

## Genesi dell'opera
Non è nota con certezza l'epoca di composizione del Contro Apione. Poiché in quest'opera Giuseppe cita le sue Antichità giudaiche, Contro Apione fu scritta sicuramente dopo le Antichità giudaiche, quindi dopo il 93 d.C. Inoltre, come Antichità e la Vita, è dedicata a tale Epafrodito; la determinazione della data di stesura dell'opera è legata quindi all'identificazione di questo personaggio; si discute se sia l'Epafrodito liberto di Nerone fatto uccidere da Domiziano nel 95 d.C. o l'Epafrodito grammatico di Cheronea ancora vivo sicuramente nel 95 d.C.. L'imperatore Domiziano, a sua volta, fu ucciso nel settembre del 96 d.C.

## Contenuto

Attraversamento del Mar Rosso, Nicolas Poussin, 1634

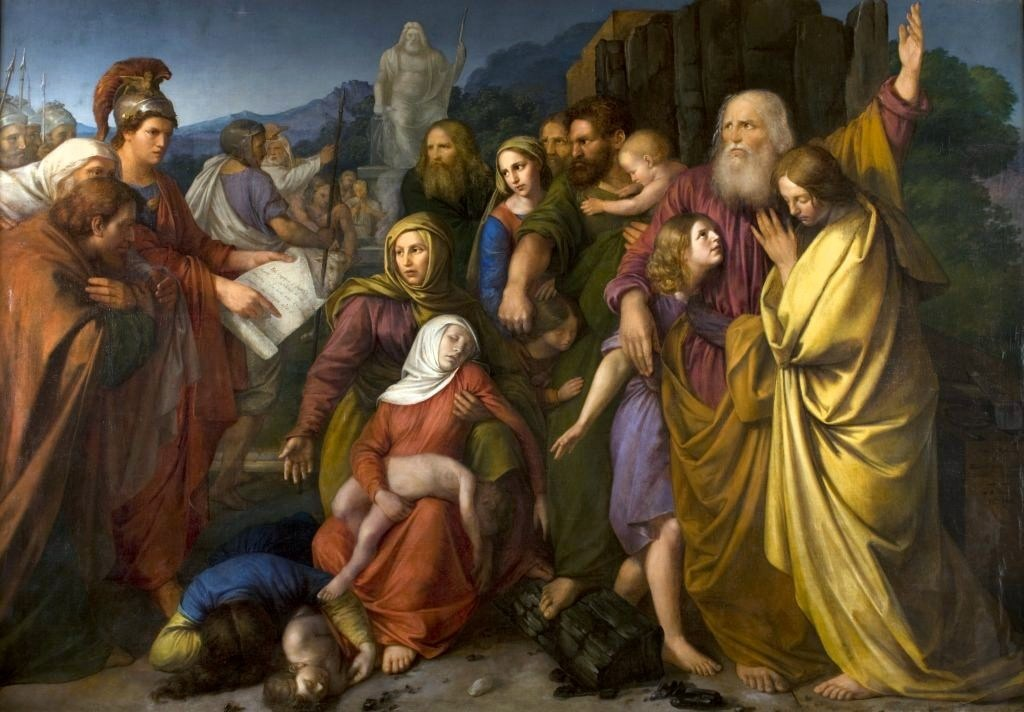
I Maccabei Wojciech Stattler (1842)

L'opera è una apologia della cultura ebraica nella quale l'autore ribatte gli attacchi di autori anti-giudaici ed espone la legge di Mosè e le caratteristiche della società e della storia ebraica.
Pare che il titolo originale fosse Sull'antichità del popolo ebraico. Il titolo Contra Apionem, risalente a San Girolamo, non rispecchia il contenuto dell'opera in quanto riguarda Apione solo un quarto del testo (libro II, 2-144). Apione, vissuto nella prima metà del I secolo d.C., era stato capo dell'ambasceria greca presso l'imperatore Caligola nel 39/40 d.C., contrapposta a quella giudaica capeggiata dal filosofo Filone di Alessandria, ed era anche l'autore di un’opera in cinque libri sull'Egitto dove, fra l'altro, lanciava contro gli ebrei accuse quali: di essere stati cacciati dall'Egitto perché lebbrosi, di non aver diritto alla cittadinanza alessandrina, di adorare nel Tempio una testa d'asino, di essere misantropi, empi e malvagi, di rifiutare il culto dell'imperatore, di usare la circoncisione, di astenersi dalla carne di maiale.
L'opera è divisa in due libri. Il primo libro è composto di 35 capitoli e 320 versetti. Dopo la dedica a Epafrodito, Giuseppe si meraviglia che la maggior parte degli storiografi greci, a differenza degli orientali, abbiano addirittura ignorato l'esistenza del popolo ebraico. Altrettanto poco attendibili sono, per Giuseppe, autori egizi come Manetone o autori greci anti-giudaici quali Mnasea di Patara, Cheremone, Apollonio Molone o Lisimaco, secondo i quali la tradizione ebraica sarebbe recente e priva di originalità, il popolo ebraico discenderebbe da lebbrosi cacciati dall’Egitto, Mosè era un bandito sacrilego, l'etimologia di Gerusalemme sarebbe sinonimo di empietà, gli ebrei sarebbero misantropi, ostili verso tutti gli altri popoli, adoratori di una testa d’asino, dediti a sacrifici rituali soprattutto verso i Greci, per cui ogni anno ucciderebbero un greco e ne mangerebbero le carni.
Il secondo libro è composto di 41 capitoli e 296 versetti. Nei primi 144 versetti Giuseppe controbatte puntigliosamente a ciascuna delle accuse di Apione e degli altri storici greci, evidenziandone la falsità con il dimostrarne l'incoerenza e le contraddizioni. , a evidenziarne la falsità. Successivamente fa una lunga esposizione dei punti essenziali della legge di Mosè, dell'antichità e della nobiltà delle tradizioni giudaiche, della fedeltà degli ebrei alle loro leggi, la cui scrupolosa osservanza è particolarmente esaltata. Segue quindi una lunga digressione nella quale Giuseppe mostra le incongruenze della religione politeista greca e i problemi etici che ne derivano. Nella parte conclusiva Giuseppe fornisce chiarimenti ed elogi della concezione ebraica della vita. In particolare, afferma Giuseppe, gli ebrei hanno preso le armi soltanto per difendere le proprie leggi. Gli stessi «filosofi greci, se conservarono in apparenza le leggi patrie, negli scritti e nella filosofia seguirono Mosè». La legge mosaica è diffusa ovunque: molti gentili ne seguono i precetti, dal riposo settimanale del sabato alle norme dietetiche, perché è una legge universale, valida cioè per l'umanità intera, essendo universale la rivelazione fatta da Dio a Mosè.

## Critica
Contro Apione interessò soprattutto gli autori cristiani, mentre fu ignorata dagli autori ebrei. L'opera ha suscitato interesse anche in epoca moderna. Per Emil Schürer «È un’intelligente apologia del giudaismo, abilmente costruita e bene scritta. Il suo particolare valore è di contenere estratti di autori le cui opere sono perdute». Per Lidia Storoni Mazzolani, la prima parte del Contro Apione non è di facile lettura; è invece molto interessante e attuale la seconda parte, dove «è evidente nello scrittore, all'indomani della guerra perduta, il desiderio di far conoscere i valori che avevano indotto i suoi compatrioti alle frequenti rivolte e all'ultima guerra» ed era importante rammentare alla nazione sconfitta, oltre che ai detrattori, «la sua identità etnica e culturale». Pietro Citati ipotizza che «forse Giuseppe coltivava un progetto più ambizioso: convertire, grazie alle parole e agli scritti, l'impero romano alla vera religione». Per Francesca Calabi, invece, scopo di Giuseppe «non è il proselitismo, e non è neppure l’assimilazione come fusione con il mondo circostante. Non gli interessa che i Romani facciano proprio il giudaismo, ma che riconoscano una dignità e il diritto all’esistenza a chi lo pratica. Ciò che egli chiede è una tolleranza esente da attacchi e un’ammirazione che il giudaismo, una volta conosciuto, non può — per lui — non suscitare».

## Edizioni

### Manoscritti del "Contro Apione"
Il testo originale greco è stato conservato solo parzialmente e il testo mancante è stato ricostruito in base alle citazioni di altri autori - particolarmente importanti quelle di Eusebio di Cesarea che nella Praeparatio evangelica cita quasi un sesto dell'intera opera - e in base a una traduzione latina eseguita per ordine di Cassiodoro nel VI secolo. Il più antico codice è il Laurentianus, LXIX, cod. 22 (Firenze, Biblioteca Medicea Laurenziana) dell'XI secolo. Il Laurentianus contiene solo 38 fogli e ha una estesa lacuna da II,52 a II,113. I principali manoscritti che derivano direttamente o indirettamente dal Laurentianus sono: Hafniensis n. 1570 (Copenhagen), XV secolo; Hennebergensis, XVI secolo; Parisinus n. 1818, XVI secolo; Laurentianus XXVII, 29, XV secolo, che tuttavia contiene solamente delle parti. Recentemente Folker Siegert ha ipotizzato che due codici, il Codex Eliensis del XV secolo e il Codex Schleusingensis del XVI secolo siano indipendenti dal Codex Laurentianus.

### Edizioni critiche
- Collection des Universités de France (1930): Flavius Josèphe. Contre Apion; texte établi et annoté par Théodore Reinach; traduction par Léon Blum; introduction et notes complémentaires par Sylvie Anne Goldberg, Paris, Les Belles Lettres, 2018, ISBN 978-22-5144-752-0
- Loeb Classical Library (1926): The life; Against Apion; with an English translation by Henry St. John Thackeray, London, Heinemann ; Cambridge (Mass.), Harvard University press, 1961 (Internet Archive, Vol. I)
- Edizione di Niese (1889): Flavii Iosephi opera edidit et apparatu critico instruxit Benedictus Niese, Vol. V: De iudaeorum vetustate sive contra Apionem libri II, ed. 2. lucis ope expressa, Berolini, apud Weidmannos, 1955 (Il testo greco dell'edizione critica di Niese è disponibile on-line[23])
- Gruppo di Münster (2008): (DE) Flavius Josephus, Uber die Ursprünglichkeit des Judentums (Contra Apionem, seu de antiquitate Judaeorum), a cura di Folker Siegert, Göttingen, Vandenhoeck & Ruprecht, 2008, ISBN 9783525542064.

### Edizioni in lingua italiana
- Della guerra de' Giudei Libri VII. Libri due contra Apione, e dell'imperio della ragione, traduzione di Francesco Baldelli, Venezia, Gio. et Gio. Paolo Gioliti de' Ferrari, 1581
- Delle opere di Giuseppe Flavio dall'original testo greco, Tomo terzo in cui si contengono gli ultimi quattro libri delle Antichità giudaiche, la Vita dell'autore scritta da lui medesimo, i due libri Contro Apione, traduzione di Francesco Angiolini, Verona, Eredi di Marco Moroni, 1780
- Flavio Giuseppe, Commento storico al Contro Apione di Giuseppe [Contra Apionem, seu de antiquitate Judaeorum], collana Biblioteca degli studi classici e orientali ; 9, traduzione di Lucio Troiani, Introduzione, commento storico, traduzione e indici Lucio Troiani, Pisa, Giardini, 1977.
- Flavio Giuseppe, In difesa degli ebrei : contro Apione, traduzione di Francesca Calabi, Introduzione, Note al testo, Nota bibliografica di Francesca Calabi, testo greco a fronte, Venezia, Marsilio, 1993, ISBN 88-317-5687-7.